# Mobilizace
Mobilizace označuje proces přípravy na válečný konflikt. Slovo pochází z latiny a znamená uvedení někoho nebo něčeho v pohyb. V tomto případě se uvádí v pohyb armáda, logistika a ekonomika směrem k zajištění potřeb a zdrojů pro vedení ozbrojeného boje. Nejviditelnější součástí mobilizace je odvod záložníků do armády a formování nových jednotek. Vláda společně s vrchním velením armády se tak snaží navýšit početní stavy ozbrojených složek v očekávání vojenského konfliktu či jiné mimořádné události. Vyhlášení válečného stavu umožňuje vyhlášení částečné či všeobecné mobilizace. Mobilizace může být zahájena také až v průběhu ozbrojeného konfliktu. Vyhlášení mobilizace bez vyhlášení války je podle válečného práva považováno za válečný zločin.
S mobilizací bývá zaměňováno povolávání záložníků do armády (mylně tento akt bývá nazýván částečná mobilizace). Při povolávání záložníků nedochází k formování nových jednotek.